# Aspettando Godot/Michel
Aspettando Godot/Michel è il primo 45 giri del cantautore Claudio Lolli inciso il 9 novembre 1972.

## I brani
- Aspettando Godot
- Michel